# Свети Георги (Долно Топчиево)
Вижте пояснителната страница за други значения на Свети Георги.
„Свети Георги“ (на гръцки: Αγίου Γεωργίου) е българска възрожденска православна църква в долната махала на солунската паланка Топчиево (Гефира), Егейска Македония, Гърция, част от Гумендженската, Боймишка и Ругуновска епархия на Вселенската патриаршия.
Църквата е построена около 1854 година от лерински майстори. Църквата, енорийски храм на Долно Топчиево, представлява трикорабна базилика с женска църква с размери 13,90 Χ 9,10 m. На запад и юг има трем, реставриран в 70-те години на ХХ век, като западната му част е напълно затворена. На изток храмът завършва с петостранна апсида със собствен покрив. Над апсидата има оберлихт. Останалата част е покрита с четирискатен покрив със засеци на малките стени. На западната фасада има два кръгли прозореца и релефни кръстове. Храмът има две врати, оформени с дялани камъни. Над трегера на южната има ниша с образа на светеца покровител. Зидарията е от речни камъни, а ъглите от правоъгълно издялани каменни блокове.
Интериорът е претърпял много по-късни интервенции. От дървените декорации на храма е оцелял единствено иконостасът, който също е променен и не прилича на тези от периода. Оригинални са единствено иконите – дело на зограф от Кулакийската художествена школа. Дървените тавани са оригинални, но са в лошо състояние. Общо в храма са запазени 39 ценни икони, едни царски двери, едно разпятие и една литийна хоругва.
На 19 юли 1985 година църквата е обявена за паметник на културата под надзора на Девета ефория за византийски старини към Министерството на културата.